# Edoardo Zardini (narciarz alpejski)
Edoardo Zardini (ur. 19 listopada 1976 w Cortina d’Ampezzo) – włoski narciarz alpejski. Startował w slalomie na igrzyskach w Salt Lake City w 2002 r., ale nie ukończył zawodów. Nie startował na mistrzostwach świata. Najlepsze wyniki w Pucharze Świata osiągnął w sezonie 2003/2004, kiedy to zajął 49. miejsce w klasyfikacji generalnej.

## Sukcesy

### Puchar Świata

#### Miejsca w klasyfikacji generalnej
- 2001/2002 – 75.
- 2002/2003 – 151.
- 2003/2004 – 49.
- 2005/2006 – 130.

#### Miejsca na podium
1. Wengen – 13 stycznia 2002 (slalom) – 3. miejsce